# Kenan Kutub-zade
Kenan Abdureimovich Kutub-zade (em russo:  Кенан Абдуреимович Кутуб-заде; 13 de agosto de 1906 – 22 de fevereiro de 1981), foi um operador de câmera crimeano e correspondente de guerra do Exército Vermelho, durante a Segunda Guerra Mundial. Ele foi o principal cinegrafista do filme "Auschwitz Death Camp", e um dos primeiros fotojornalistas soviéticos a entrar no campo de extermínio de Auschawitz, depois que o campo foi libertado pelos Aliados. Seu filme sobre as atrocidades cometidas durante o Holocausto foi apresentado nos julgamentos de Nuremberg.
Kutub-zade foi condecorado com a Ordem Patriótica da Guerra, em 1944, e com a Ordem da Estrela Vermelha, em 1945.

## Vida e Carreira
Pouco depois de seu nascimento em Constantinopla, a família de Kutub-zade se mudou para Bakhchisaray, onde ele cresceu. Em 1920 ingressou na escola de impressão Bakhchisaray Art e Industrial College, onde se formou em 1925 como técnico de impressão. Ele foi enviado para trabalhar no Comitê Komsomol do distrito de Yalta e, em 1927, tornou-se operador de câmera assistente no estúdio de cinema de Yalta, onde trabalhou até ser transferido para um estúdio em Moscou, em 1932. Em 1938, ele se tornou cinegrafista do estúdio de cinejornais de Moscou e, no ano seguinte, foi aceito no Partido Comunista.
Após a invasão alemã da União Soviética, Kutub-zade foi destacado para a frente de batalha, em 1942, como cinegrafista no departamento político da Primeira Frente Ucraniana. 
Kutub-zade participou de combates em diversos locais, como Bukrinsky, Kiev, Zhytomyr-Berdichev, Korsun-Shevtchênkivski, Polônia e operações em Berlim. Durante a luta nos Cárpatos, ele foi ferido em combate, mas voltou para a frente de batalha antes de se recuperar completamente. Em fevereiro de 1945, Kutub-zade e seus companheiros, incluindo Aleksandr Vorontsov, Mikhail Oshurkov e Nikolai Bykov, entraram em Auschwitz e filmaram o que viram.
Depois da guerra, Kutub-zade continuou a ser cinegrafista na União Soviética, com permissão para viajar por todo o país, não sendo considerado Colono Especial. Ele morou em Riga e depois na Ásia Central, antes de finalmente se estabelecer em Rostov, onde treinou muitos outros operadores de câmera. 
Seu filho Ismet, nascido em 1933, também se tornou cinegrafista, enquanto seu segundo filho, Timur, se tornou geólogo.